# Евтропия (дочь Констанция Хлора)
Евтропия (лат. Eutropia) — дочь римского императора Констанция Хлора и его второй жены Феодоры, единокровная сестра Константина I и мать узурпатора Непоциана.
Год рождения Евтропии неизвестен, однако, очевидно, не ранее 293 года, то есть женитьбы Констанция Хлора на Феодоре. Её сыном был Юлий Непоциан, дата рождения которого также неизвестна, а мужем, вероятно, Вирий Непоциан, консул 336 года. Вероятно, была убита в Риме Магненцием в 350 году при подавлении восстания её сына Непоциана.